# Mária Maľcovská
Mária Maľcovská, rusínsky Марія Мальцовска (5. května 1951, Ruský Potok, okres Snina – 25. září 2010 Prešov) byla publicistka, básnířka a spisovatelka ze Slovenska, píšící rusínsky, slovensky a ukrajinsky.
Rodačka z Ruského Potoka byla rusínskou spisovatelkou, členkou Spolku rusínských spisovatelů Slovenska, aktivistkou v rusínském národním a kulturním životě.
Po ukončení Filozofické fakulty UPJŠ pracovala jako redaktorka časopisu Dukla, Nove žytťa, Družno vpered a krátce po r. 1989 se stala redaktorkou časopisu Rusín a Národné noviny.  
V roce 1999 byla za knihu Pod rusínskym nebom jako první žena oceněná literárnou cenou A.Duchnoviča, kterou každoročně uděluje Karpatsko-rusínske výskumné centrum v Okale v USA a za knihu Rusínske arabesky (2001) se stala  nositelkou Ceny Slovenského literárního fondu v Bratislavě. 
Od roku 2008 nastoupila na cestu vědecko-pedagogické činnosti, jako asistentka na Ústavu rusínského jazyka a kultury Prešovské univerzity. 
Značná část její tvorby byla odvysílaná ve Slovenském rozhlase, ukázky z jejího díla se dostaly do školních učebnic a zazněly na recitátorských soutěžích. Tvorba Márie Maľcovské zviditelňovala Rusíny v dnešním světě a byla výrazným příspěvkem k rozvoji jejich národnostní identity, kultury a jazyka.

## Dílo
- Seznam děl v Souborném katalogu ČR, jejichž autorem nebo tématem je Mária Maľcovská

v ukrajinštině
- 1989 – Юльчіна майна, Поточіна

v rusínštině
- 1995 – Манна і оскомина
- 1998 – Під русиньскым небом
- 2002 – Русиньскы арабескы
- 2007 – Зелена фатаморґана
- Приповідкова лучка
- Julčine tajomstvo (1988)
- Potočina (Rieka, 1991)
- Manna i oskomina (Sladké a trpké, 1994)
- Pripovidkova lučka (Rozprávková lúčka,1995)
- Pod rusínskym nebom (1999)
- Rusínske arabesky (2001)
- Zelená fatamorgána (2007)
- Jedna vstriča (Jedno stretnutie, 2007)